# Нильсен, Кристина
Кристи́на Ни́льсен (дат. Christina Nielsen; род. 10 января 1992 года в Хёрсхольме, Дания) — датская автогонщица, двукратная победительница чемпионата спорткаров IMSA в классе GTD (2016, 2017).

## Биография и карьера
Кристина Нильсен является потомственной гонщицей. Её отец Ларс-Эрик Нильсен — трёхкратный призёр суточного автомарафона в Ле-Мане в классе GT2.
Кристина Нильсен начала свою гоночную карьеру в 2007 году в картинге. В 2010 году она перешла в гонки автомобилей с открытыми колёсами, в датскую Формулу-Форд, также провела две гонки в ADAC Формуле-Мастер, в которой в 2011 году провела весь сезон.
В 2012 году Нильсен приняла участие Немецком кубке Порше, где заняла 5-е место, в 2013 году — в ADAC GT Masters.
С 2014 года Кристина Нильсен принимает участие в чемпионате спорткаров IMSA, где в свой первый полный сезон в 2015 году заняла 2-е место с 5 подиумами.
В 2016 году Нильсен перешла в Scuderia Corsa, где стала напарницей Алессандро Бальцана. Вместе с Джеффом Сигалом в качестве третьего пилота они выиграли в своём классе 12 часов Себринга, а выиграв ещё и 6 часов Уоткинс-Глена, а также завоевав 4 подиума они стали победителями сезона в своем классе.
В 2017 году Нильсен и Бальцану удалось повторить свой успех.

## Результаты в гонках

### Чемпионат спорткаров IMSA
| Год  | Команда               | Шасси                    | Двигатель                     | Класс | 1      | 2      | 3     | 4     | 5     | 6      | 7     | 8      | 9     | 10     | 11    | 12     | Место | Очки |
| ---- | --------------------- | ------------------------ | ----------------------------- | ----- | ------ | ------ | ----- | ----- | ----- | ------ | ----- | ------ | ----- | ------ | ----- | ------ | ----- | ---- |
| 2014 | NGT Motorsport        | Porsche 911 GT America   | Porsche 4.0 L Flat-6          | GTD   | DAY 9  | SIR НФ | LBH   | LS    | DET   | S6H 6  | MSP   | LRP    | ELK   | VIR    | AUS   |        | 34    | 73   |
| 2014 | TRG-AMR North America | Aston Martin Vantage GT3 | Aston Martin 6.0 L V12        | GTD   |        |        |       |       |       |        |       |        |       |        |       | PET 10 | 34    | 73   |
| 2015 | TRG-AMR North America | Aston Martin Vantage GT3 | Aston Martin 6.0 L V12        | GTD   | DAY 13 | SIR 2  | LBH   | LS 5  | DET 2 | S6H НФ | MSP   | LRP 3  | ELK 2 | VIR 2  | AUS 8 | PET 9  | 2     | 279  |
| 2016 | Scuderia Corsa        | Ferrari 488 GT3          | Ferrari F154CB 3.9 L Turbo V8 | GTD   | DAY 6  | SIR 1  | LBH   | LS 2  | DET 3 | S6H 1  | MSP 4 | LRP 11 | ELK 3 | VIR 7  | AUS 3 | PET 2  | 1     | 299  |
| 2017 | Scuderia Corsa        | Ferrari 488 GT3          | Ferrari F154CB 3.9 L Turbo V8 | GTD   | DAY 16 | SIR 2  | LBH 3 | AUS 2 | DET 2 | S6H 2  | MSP 3 | LRP 6  | ELK 5 | VIR 12 | LS 1  | PET 2  | 1     | 340  |

### 24 часа Ле-Мана
| Год  | Команда        | Напарники                      | Автомобиль             | Класс  | Круги | Позиция в общем зачёте | Позиция в классе |
| ---- | -------------- | ------------------------------ | ---------------------- | ------ | ----- | ---------------------- | ---------------- |
| 2016 | Formula Racing | Йонни Лаурсен Миккель Мак      | Ferrari 458 Italia GTC | GTE Am | 319   | 35                     | 6                |
| 2017 | Scuderia Corsa | Алессандро Бальцан Брет Кёртис | Ferrari 488 GTE        | GTE Am | 314   | 44                     | 14               |
| 2018 | Ebimotors      | Фабио Бабини Эрик Мари         | Porsche 911 RSR        | GTE Am | 332   | 31                     | 6                |